# Prosopis ruscifolia
Prosopis ruscifolia är en ärtväxtart som beskrevs av August Heinrich Rudolf Grisebach. Prosopis ruscifolia ingår i släktet Prosopis och familjen ärtväxter. Inga underarter finns listade i Catalogue of Life.